# キリスト教民主党 (イタリア)
キリスト教民主党（キリストきょうみんしゅとう、伊: Democrazia Cristiana、略称: "DC"）は、かつて存在したイタリアの政党。

## 概要
ムッソリーニ政権によって1926年に解散させられたカトリック政党・イタリア人民党の流れをくんだ政党である。
冷戦下において左翼政党が支持を伸ばす中、中道右派・キリスト教民主主義路線とカトリック教会の支持の下、イタリア社会党やイタリア民主社会党、イタリア共和党などと連立政権を組んだのみならず、イタリア共産党と「歴史的妥協」を行うことで、第二次世界大戦後の冷戦下においてほぼ一貫して与党（連立与党）の座にあった。

## 党史

### キリスト教民主党発足
1942年9月に、キリスト教民主党の前身政党ともいえるイタリア人民党の旧メンバー（アルチーデ・デ・ガスペリ、マリオ・シェルバ、ジョヴァンニ・グロンキなど）や、カトリック系組織に所属していたアルド・モーロやジュリオ・アンドレオッティ、イタリア大学カトリック教徒連合のアミントレ・ファンファーニなどが集まり、新たな政党の組織に向け動いた。1943年7月にムッソリーニが失脚すると、同党は活発な活動が徐々に認められるようになり、国民解放委員会にも加盟した。党としては穏健な政治を目指し、国王の存廃にはあまり触れず（後の1946年の国民投票で共和制派が勝利したことで王制は廃止された）、武装活動も決して活発ではなかった。

### デ・ガスペリ体制と中道政権

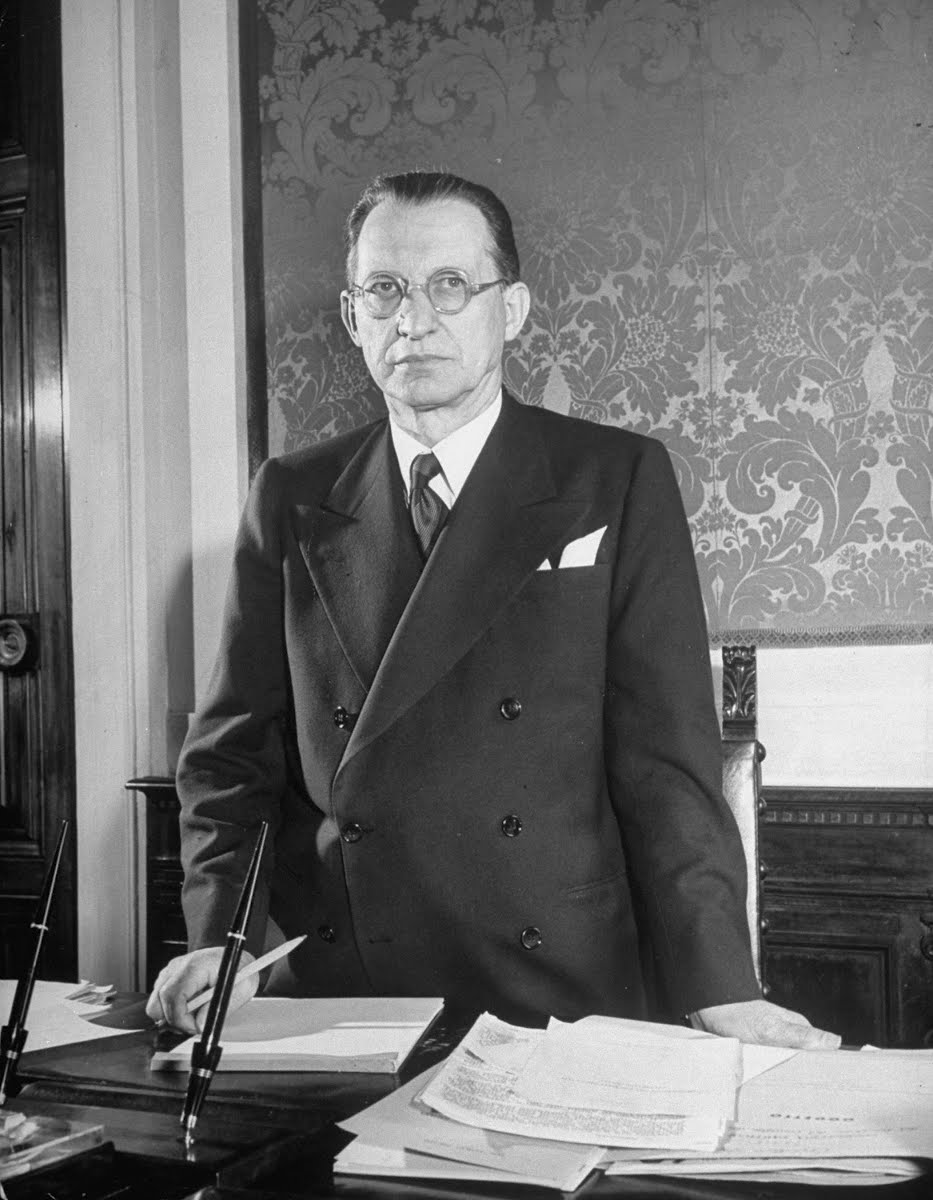
イタリア共和国初代首相のデ・ガスペリ

1945年12月に同党所属のアルチーデ・デ・ガスペリが首相に任命された。当時のイタリアは大連立が続いていたため、デ・ガスペリもそれに則り、共産党、社会党、民主社会党、共和党、自由党などの主要政党と大連立を組閣した。しかし、共産主義政党との連立は後にアメリカからの反発を生み、1947年5月に、社会党と共産党は政権から追放された。代わりに、中道的な自由党・共和党・民主社会党を与党に組み込み、中道主義による政権が誕生した。1953年の総選挙で与党が望ましい結果をあげられなかったことで政権への信頼度は落ちていき、1953年8月にデ・ガスペリは首相を辞任した。デ・ガスペリは首相辞任の1年後に死去した。その後のキリスト教民主党は急速に右に傾き、1960年に成立したタンブローニ政権では、ファシスト党の流れを汲むイタリア社会運動（MSI）から閣外協力を受けた。しかしこれは中道左派からの激しい反発を生み、それ以降はアルド・モーロ、アミントレ・ファンファーニ、ベニグノ・ザッカニーニなどの党内中道左派勢力が党を引っ張るようになった。

### 有機的中道左派と歴史的妥協

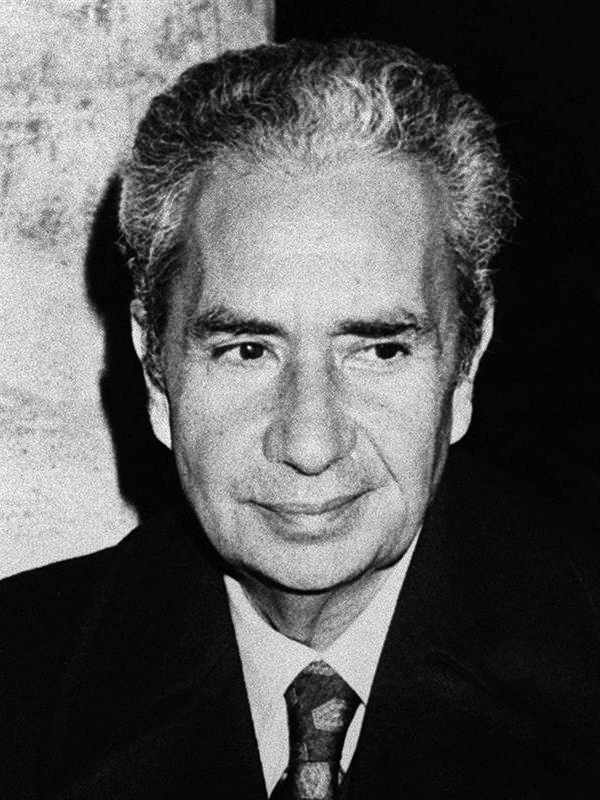
歴史的妥協を推進したアルド・モーロ

1963年、首相に就いていたアルド・モーロは、社会党との連立を模索し、これが成功した。これにより政権は左に傾き、しばらくイタリア国内では、キリスト教民主党・イタリア社会党中心の中道左派政権が続くことになる（有機的な中道左派）。1976年、今度はイタリア共産党との協力も模索し始めた（歴史的妥協）。イタリア共産党はこの頃ソ連と離別するユーロコミュニズムを提唱し、ソ連との離別を図っていた。しかし、連立与党のイタリア社会党やイタリア共和党はこれに懐疑的で、同年に首相となった党内右派勢力のジュリオ・アンドレオッティもこれに疑念を抱いていた。また、アメリカもこの歴史的妥協に大反対する姿勢を示したが、モーロはなおも諦めずに歴史的妥協を進めた。歴史的妥協は、モーロと共産党書記長のエンリコ・ベルリングェルの活躍で成立しましたが、歴史的妥協に強く反発した赤い旅団によって、歴史的妥協によって成立したアンドレオッティ内閣の信任決議の日にモーロは誘拐され、その後赤い旅団によって殺害された。モーロの誘拐には様々な陰謀論があるが、今でも真相は分かっていない。

### ペンタパルティートと汚職による崩壊

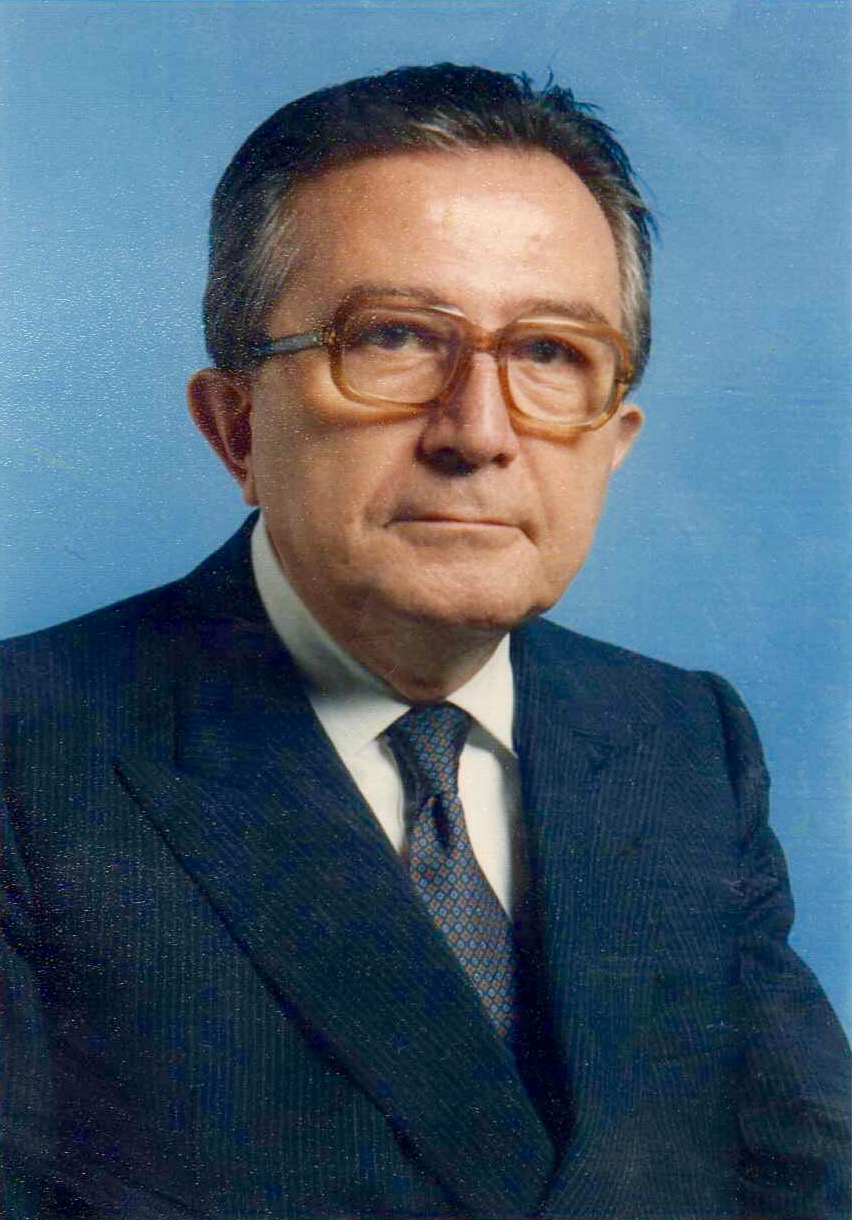
党末期に権力を握ったジュリオ・アンドレオッティ

モーロの殺害後は、アンドレオッティが党の実質的な最高指導者となった。1980年代に入ると、キリスト教民主党はイタリア国内の支持を失い始め、1981年に、イタリア共和党のジョヴァンニ・スパドリーニが首相となった。これは1945年にデ・ガスペリが就任して以降初めての非キリスト教民主党員による首相だった。この頃から、DC・PSI・PSDI・PRI・PLIによる中道の5党連立政権（ペンタパルティート）が常態化した。1983年の総選挙ではキリスト教民主党の議席が大幅に減少し、代わりに社会党や共和党、イタリア社会運動が躍進を遂げた。これを受けてキリスト教民主党は再び首相を離れ、躍進した社会党のベッティーノ・クラクシが首相となった。しかしながら、その間もキリスト教民主党は一貫して与党であった。長期政権は汚職・腐敗を産み、冷戦崩壊後の1990年代初頭には党の最高権力者だったジュリオ・アンドレオッティ首相がマフィアとの親密な関係を指摘され、多くの検挙者を出した（タンジェントポリ）。アンドレオッティや社会党のクラクシにも捜査の手が伸び、両党は崩壊を始めた。

### 解散後の流れ（中道右派）
キリスト教民主党最後の党首であるミーノ・マルティナッツォーリは、1994年1月にイタリア人民党（PPI）を結成（正確には改組）した。戦前に存在したイタリア人民党に由来する。しかし、党内の右派はこれに加わらず、ピエル・フェルディナンド・カジーニを中心としたキリスト教民主中道（CCD）を新たに結成し、シルヴィオ・ベルルスコーニ率いるフォルツァ・イタリア（FI）と協力することにした。また、イタリア人民党に残った右派も、ロッコ・ブッティリオーネを中心に人民党から離脱しキリスト教民主連合（CDU）を結成した。離脱した両政党は2002年に合併しキリスト教中道民主連合（UdC）となった。

### 解散後の流れ（中道左派）

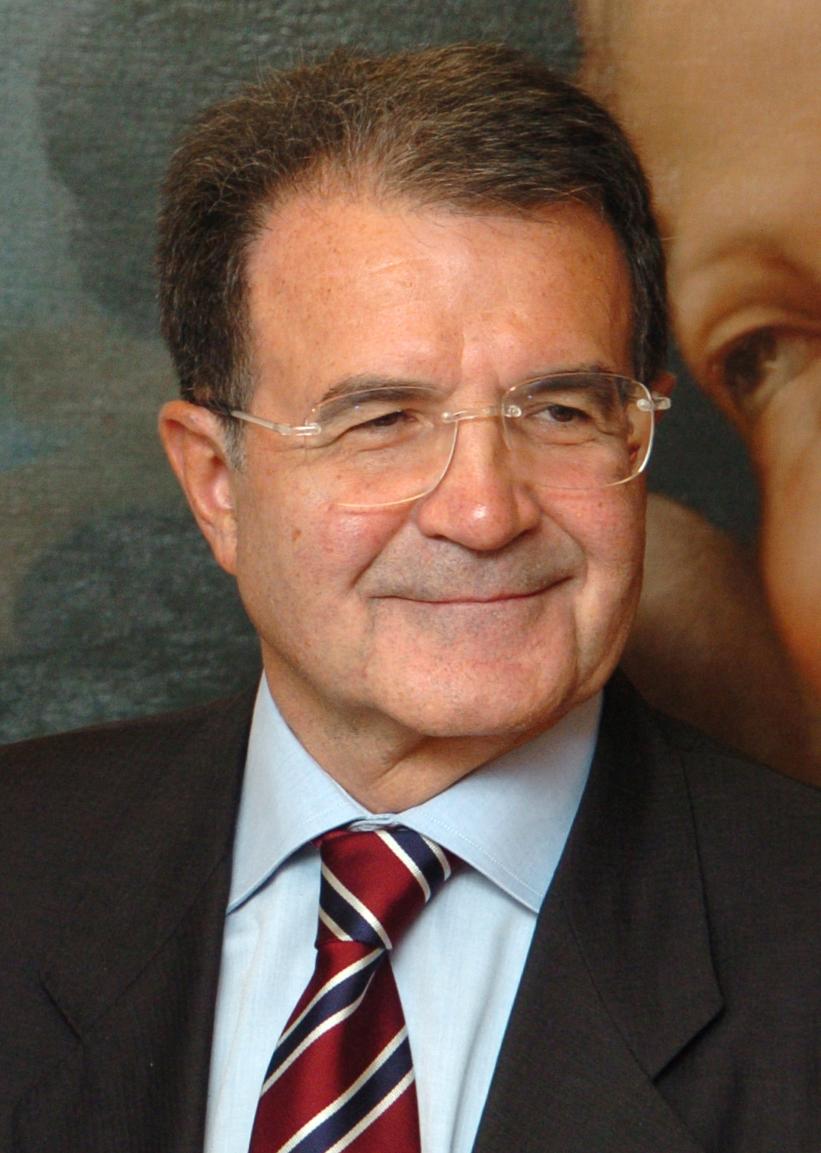
中道左派を率いたロマーノ・プローディ

一方の人民党は、共産党から分裂した左翼民主党などの左派政党と共に、政党連合の「オリーブの木」を結成した。1996年の選挙でオリーブの木が勝利し、その代表のロマーノ・プローディが新たに首相となった。しかし、2001年の選挙では、再びベルルスコーニ率いる「自由の家」連合に敗れ下野した。その後、中道・中道左派政党を結集させ2002年に新党・マルゲリータ（DL）を発足させた。2006年の選挙でマルゲリータら「ルニオーネ」連合が勝利すると、中道左派を結集した新たな政党の結成を目指す動きが加速した。2007年に、「ルニオーネ」連合内の最大勢力で共産党の流れを汲む左翼民主主義者（DS）と合併し、民主党（PD）を結成した。その後はこの民主党が中道左派の代表政党となった。2008年の選挙では再びベルルスコーニ陣営が勝利し下野したが、財政危機が影響してベルルスコーニ首相が辞任すると事態は一変、次の2013年の選挙では民主党だけで過半数近い議席数を獲得する圧勝となった。しかし、インターネット政党の五つ星運動の躍進を受け、民主党は中道右派との連立を模索した。中道右派・中道左派を結集してレッタ内閣が組閣されるも、中道右派の分裂や民主党内の分裂で政権が弱体化し、2018年の選挙では五つ星運動（M5S）が勝利し、五つ星運動による政権が誕生することになった。2022年の選挙では五つ星運動が議席を激減させたが、中道左派連合もまた議席を減らし、第一党となった中道右派連合でファシスト党の流れを汲むイタリアの同胞（FdI）のジョルジャ・メローニが首相となった。

## 沿革
- 1942年 - 結成。
- 1945年 - アルチーデ・デ・ガスペリが首相となる。以降、50年近くにわたって連立を組み替えながら与党の座に就く。
- 1947年 - 社会党と共産党を連立与党から追放する。
- 1953年 - アルチーデ・デ・ガスペリが首相を退任する。
- 1963年 - 第一次モーロ内閣成立、社会党が与党に加わる
- 1978年 - 歴史的妥協による第四次アンドレオッティ内閣成立、赤い旅団によるモーロ誘拐事件発生
- 1981年 - 共和党のスパドリーニが首相に就任し、デ・ガスペリ以降初の非キリスト教民主党員による内閣が成立
- 1992年 - タンジェントポリ発覚、大量検挙開始
- 1993年 - 初の非政治家内閣のチャンピ内閣が成立
- 1994年 - 解散。党はチリアーコ・デ・ミータらのイタリア人民党とピエル・フェルディナンド・カジーニらのキリスト教民主中道（のちのキリスト教中道民主連合につながる）に分裂。

## 主義・主張
西側諸国の共産党としては最大規模の勢力を誇ったイタリア共産党（PCI）の勢力を前に、共産主義がキリスト教をはじめとする宗教の存在を否定することもあって反共的な姿勢が強く、PCIと対立していた。また同じく反共主義のアメリカ合衆国による様々な支援や、反共団体の「ロッジP2」などとの強い関係が度々取りざたされた。
いっぽう社会政策においては回勅レールム・ノヴァールムに端を発するキリスト教民主主義の影響が強く、経済においても自由市場よりも階級協調を重視する社会的市場経済（混合経済も参照）の色彩が強かったが、マルクス主義的な階級闘争の考え方は拒絶していた。イデオロギー的にはキリスト教（カトリック）の下で保守から中道左派までを広く含んでおり、包括政党の様相を呈していた。これは同じキリスト教民主主義政党であっても、保守政党の色彩が強いドイツキリスト教民主同盟などとは一線を画していた。
また、そうした党内の幅の広さゆえ、多くの派閥を有していた。党のもともとの路線である中道派の指導者にはアルチーデ・デ・ガスペリ、ジュゼッペ・ペッラがいたが、のちにアミントレ・ファンファーニ、アルド・モーロ、マリアーノ・ルモール、チリアーコ・デ・ミータらが党内の中道左派的な傾向を代表し、またアントニオ・セーニ、ジュリオ・アンドレオッティ、アルナルド・フォルラーニらが党内の右派・保守派から中道右派的な傾向を代表していた（ここに挙げた人物はすべて首相経験者である）。概して、連立政権が右寄りになった際には党は左寄りに、逆に政権が左寄りになった際は党が右寄りになる傾向があった。これは二大政党制による政権交代を特色とするウェストミンスター・システムとはまったく異なる政治状況で、首相の実際上の政治権力は著しく弱いものとなった。